# Pawłosiów (gmina)
Pawłosiów – gmina wiejska w województwie podkarpackim, w powiecie jarosławskim. W latach 1975–1998 gmina położona była w województwie przemyskim.
Siedziba gminy to Pawłosiów.
Według danych z 31 grudnia 2017 roku gminę zamieszkiwało 8 545 osób.

## Struktura powierzchni
Według danych z roku 2002 gmina Pawłosiów ma obszar 47,49 km², w tym:
- użytki rolne: 81%
- użytki leśne: 9%

Gmina stanowi 4,61% powierzchni powiatu.

## Demografia

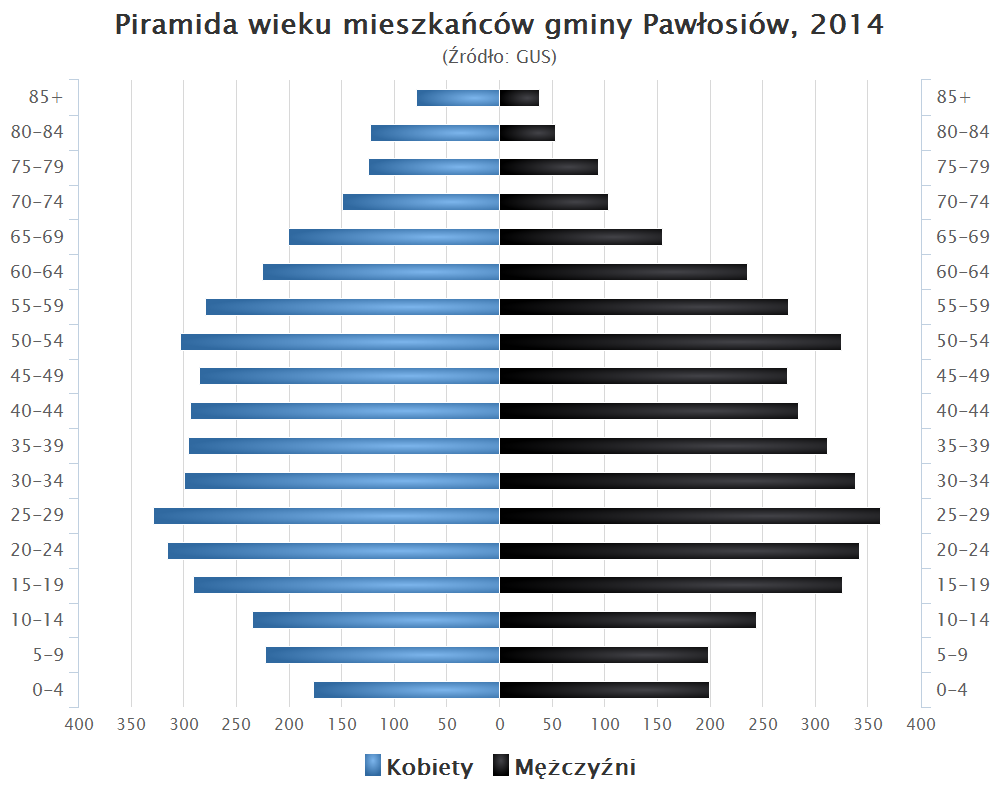
Piramida wieku mieszkańców gminy Pawłosiów w 2014 roku

Dane z 31 grudnia 2017 roku.
| Opis                              | Ogółem | Ogółem | Kobiety | Kobiety | Mężczyźni | Mężczyźni |
| --------------------------------- | ------ | ------ | ------- | ------- | --------- | --------- |
| jednostka                         | osób   | %      | osób    | %       | osób      | %         |
| populacja                         | 8 454  | 100    | 4 341   | 50,8    | 8 113     | 49,2      |
| gęstość zaludnienia (mieszk./km²) | 177    | 177    | 90      | 90      | 87        | 87        |

## Sołectwa
Cieszacin Mały, Cieszacin Wielki, Kidałowice, Maleniska, Ożańsk, Pawłosiów, Szczytna, Tywonia, Wierzbna, Widna Góra.

## Sąsiednie gminy
Chłopice, Jarosław, Jarosław, Przeworsk, Roźwienica, Zarzecze